# Copa ACLAV 2011
La Copa ACLAV de 2011 fue la séptima edición de la copa nacional más importante a nivel de clubes. Comenzó el 24 de noviembre de ese mismo año con la disputa del primer «weekend» de la fase clasificatoria.
El campeón de esta edición fue La Unión de Formosa, que derrotó en el estadio Osvaldo Casanova a Drean Bolívar y logró su primer título en el voleibol nacional.

## Equipos participantes
| Club                       | Localidad                           |
| -------------------------- | ----------------------------------- |
| Boca Río Uruguay Seguros   | Buenos Aires                        |
| Buenos Aires Unidos        | Mar del Plata, Buenos Aires         |
| Drean Bolívar              | Bolívar, Buenos Aires               |
| Catamarca Vóley            | Catamarca, Catamarca                |
| Gigantes del Sur           | Neuquén, Neuquén                    |
| Jujuy Vóley                | Palpalá, Jujuy                      |
| La Unión de Formosa        | Formosa, Formosa                    |
| Lechuzas Villa María Vóley | Villa María, Córdoba                |
| MSM Bella Vista            | Bella Vista, Buenos Aires           |
| PSM Vóley                  | Puerto General San Martín, Santa Fe |
| Sarmiento Santana Textiles | Resistencia, Chaco                  |
| UPCN Vóley                 | San Juan, San Juan                  |

## Modo de disputa
Primera fase
Los equipos se enfrentan en tres fines de semanas, o también "weekends", y totalizan seis partidos cada uno. No se enfrentan todos contra todos. En cada "weekend" se sortean grupos y a cada uno se le asigna una sede. Al finalizar los "weekends", los mejores seis equipos avanzan a la siguiente fase.
Para determinar la puntuación de cada equipo se utiliza el mismo sistema que en la Liga Argentina de Voleibol, es decir, 3 puntos por partido ganado en tres o cuatro sets (3-0 o 3-1) y si se llega a disputar un quinto set, cada equipo recibe un punto y uno extra para el ganador del encuentro.
Segunda fase, Final six
Los seis equipos se dividen en dos grupos donde se enfrentan todos contra todos una vez en una sede determinada. Los dos mejores de cada grupo avanzan a semifinales, donde enfrentan a un rival del otro grupo. Los ganadores de las semifinales juegan la final para determinar al campeón de esta edición, mientras que los perdedores juegan por el tercer puesto.
La sede final fue el Estadio Osvaldo Casanova, en Bahía Blanca.

## Primera fase
| Pos. | Equipo                    | Partidos | Partidos | Partidos | Sets | Sets | Pts |
| Pos. | Equipo                    | PJ       | PG       | PP       | SG   | SP   | Pts |
| ---- | ------------------------- | -------- | -------- | -------- | ---- | ---- | --- |
| 1.º  | UPCN Vóley                | 6        | 5        | 1        | 16   | 5    | 15  |
| 2.º  | Buenos Aires Unidos       | 6        | 4        | 2        | 16   | 8    | 14  |
| 3.º  | Drean Bolívar             | 6        | 5        | 1        | 15   | 8    | 14  |
| 4.º  | La Unión de Formosa       | 6        | 5        | 1        | 17   | 8    | 13  |
| 5.º  | Catamarca Vóley 1         | 6        | 3        | 3        | 14   | 14   | 9   |
| 6.º  | MSM Bella Vista 1         | 6        | 3        | 3        | 14   | 6    | 9   |
| 7.º  | Lechuzas de Villa María 1 | 6        | 3        | 3        | 14   | 13   | 9   |
| 8.º  | Catamarca Vóley 1         | 6        | 3        | 3        | 14   | 14   | 9   |
| 9.º  | Jujuy Vóley               | 6        | 1        | 5        | 7    | 15   | 5   |
| 10.º | Boca Río Uruguay Seguros  | 6        | 3        | 3        | 11   | 12   | 5   |
| 11.º | PSM Vóley                 | 6        | 1        | 5        | 3    | 16   | 3   |
| 12.º | Gigantes del Sur          | 6        | 1        | 5        | 6    | 17   | 2   |

|  |                                |
|  | Clasificado a la próxima fase. |

1: Los equipos clasificados avanzaron por tener mejor coeficiente de sets ganados respecto a sets perdidos.
| Weekend 1                                  | Weekend 1        | Weekend 1 | Weekend 1     | Weekend 1       | Weekend 1 | Weekend 1 | Weekend 1 | Weekend 1 | Weekend 1 |
| Zona                                       | Local            | Resul     | Visitante     | Fecha           | Set 1     | Set 2     | Set 3     | Set 4     | Set 5     |
| ------------------------------------------ | ---------------- | --------- | ------------- | --------------- | --------- | --------- | --------- | --------- | --------- |
| Zona 1 Palpalá, Jujuy                      | Jujuy Vóley      | 2 - 3     | Lechuzas      | 24 de noviembre | 25-21     | 20-25     | 18-25     | 25-18     | 12-15     |
| Zona 1 Palpalá, Jujuy                      | Lechuzas         | 2 - 3     | BA Unidos     | 25 de noviembre | 18-25     | 25-18     | 25-22     | 13-25     | 13-15     |
| Zona 1 Palpalá, Jujuy                      | Jujuy Vóley      | 0 - 3     | BA Unidos     | 26 de noviembre | 20-25     | 21-25     | 19-25     |           |           |
| Zona 2 Bella Vista, Buenos Aires           | MSM Bella Vista  | 3 - 0     | PSM Vóley     | 24 de noviembre | 25-21     | 25-22     | 25-20     |           |           |
| Zona 2 Bella Vista, Buenos Aires           | PSM Vóley        | 0 - 3     | Drean Bolívar | 25 de noviembre | 21-25     | 18-25     | 14-25     |           |           |
| Zona 2 Bella Vista, Buenos Aires           | MSM Bella Vista  | 1 - 3     | Drean Bolívar | 26 de noviembre | 21-25     | 20-25     | 27-25     | 20-25     |           |
| Zona 3 San Fernando del Valle de Catamarca | Catamarca Vóley  | 3 - 2     | Sarmiento     | 24 de noviembre | 23-25     | 23-25     | 25-14     | 25-20     | 15-13     |
| Zona 3 San Fernando del Valle de Catamarca | Sarmiento        | 1 - 3     | UPCN Vóley    | 25 de noviembre | 25-20     | 23-25     | 18-25     | 23-25     |           |
| Zona 3 San Fernando del Valle de Catamarca | Catamarca Vóley  | 3 - 1     | UPCN Vóley    | 26 de noviembre | 26-24     | 26-28     | 25-19     | 25-22     |           |
| Zona 4 Neuquén                             | Gigantes del Sur | 0 - 3     | Boca RUS      | 24 de noviembre | 23-25     | 18-25     | 21-25     |           |           |
| Zona 4 Neuquén                             | Boca RUS         | 0 - 3     | La Unión (F)  | 25 de noviembre | 20-25     | 23-25     | 19-25     | 22-25     |           |
| Zona 4 Neuquén                             | Gigantes del Sur | 1 - 3     | La Unión (F)  | 26 de noviembre | 25-20     | 23-25     | 19-25     | 22-25     |           |

| Weekend 2                          | Weekend 2        | Weekend 2 | Weekend 2        | Weekend 2      | Weekend 2 | Weekend 2 | Weekend 2 | Weekend 2 | Weekend 2 |
| Zona                               | Local            | Resul     | Visitante        | Fecha          | Set 1     | Set 2     | Set 3     | Set 4     | Set 5     |
| ---------------------------------- | ---------------- | --------- | ---------------- | -------------- | --------- | --------- | --------- | --------- | --------- |
| Zona 1 Puerto San Martín, Santa Fe | PSM Vóley        | 3 - 1     | Gigantes del Sur | 1 de diciembre | 20-25     | 25-22     | 25-19     | 25-23     |           |
| Zona 1 Puerto San Martín, Santa Fe | Gigantes del Sur | 3 - 2     | BA Unidos        | 2 de diciembre | 23-25     | 26-24     | 26-28     | 25-21     | 20-18     |
| Zona 1 Puerto San Martín, Santa Fe | PSM Vóley        | 0 - 3     | BA Unidos        | 3 de diciembre | 20-25     | 20-25     | 18-25     |           |           |
| Zona 2 Resistencia, Chaco          | Sarmiento        | 3 - 0     | Jujuy Vóley      | 1 de diciembre | 25-19     | 25-16     | 25-20     |           |           |
| Zona 2 Resistencia, Chaco          | Jujuy Vóley      | 2 - 3     | Drean Bolívar    | 2 de diciembre | 18-25     | 25-22     | 28-25     | 15-25     | 13-15     |
| Zona 2 Resistencia, Chaco          | Sarmiento        | 3 - 0     | Drean Bolívar    | 3 de diciembre | 26-24     | 25-17     | 25-22     |           |           |
| Zona 3 Villa María, Córdoba        | Lechuzas         | 3 - 2     | Catamarca Vóley  | 1 de diciembre | 21-25     | 25-22     | 19-25     | 25-22     | 15-6      |
| Zona 3 Villa María, Córdoba        | Catamarca Vóley  | 2 - 3     | La Unión (F)     | 2 de diciembre | 25-23     | 17-25     | 20-25     | 25-19     | 14-16     |
| Zona 3 Villa María, Córdoba        | Lechuzas         | 2 - 3     | La Unión (F)     | 3 de diciembre | 23-25     | 24-26     | 25-19     | 28-26     | 12-15     |
| Zona 4 Concepción del Uruguay      | Boca RUS         | 1 - 3     | UPCN Vóley       | 1 de diciembre | 20-25     | 25-23     | 15-25     | 20-25     |           |
| Zona 4 Concepción del Uruguay      | MSM Bella Vista  | 0 - 3     | UPCN Vóley       | 2 de diciembre | 15-25     | 20-25     | 16-25     |           |           |
| Zona 4 Concepción del Uruguay      | Boca RUS         | 3 - 2     | MSM Bella Vista  | 3 de diciembre | 25-22     | 25-17     | 16-25     | 27-29     | 15-11     |

| Weekend 3                          | Weekend 3        | Weekend 3 | Weekend 3        | Weekend 3      | Weekend 3 | Weekend 3 | Weekend 3 | Weekend 3 | Weekend 3 |
| Zona                               | Local            | Resul     | Visitante        | Fecha          | Set 1     | Set 2     | Set 3     | Set 4     | Set 5     |
| ---------------------------------- | ---------------- | --------- | ---------------- | -------------- | --------- | --------- | --------- | --------- | --------- |
| Zona 1 Formosa                     | La Unión (F)     | 2 - 3     | MSM Bella Vista  | 6 de diciembre | 22-25     | 33-31     | 24-26     | 25-17     | 14-16     |
| Zona 1 Formosa                     | MSM Bella Vista  | 3 - 0     | Sarmiento        | 7 de diciembre | 25-21     | 30-28     | 27-25     |           |           |
| Zona 1 Formosa                     | La Unión (F)     | 3 - 0     | Sarmiento        | 8 de diciembre | 25-21     | 28-26     | 25-20     |           |           |
| Zona 2 Mar del Plata, Buenos Aires | BA Unidos        | 2 - 3     | Catamarca Vóley  | 6 de diciembre | 22-25     | 25-11     | 25-23     | 17-25     | 16-18     |
| Zona 2 Mar del Plata, Buenos Aires | Catamarca Vóley  | 1 - 3     | Boca RUS         | 7 de diciembre | 25-23     | 11-25     | 20-25     | 16-25     |           |
| Zona 2 Mar del Plata, Buenos Aires | BA Unidos        | 3 - 1     | Boca RUS         | 8 de diciembre | 25-22     | 17-25     | 25-23     | 25-13     |           |
| Zona 3 San Carlos de Bolívar       | Drean Bolívar    | 3 - 1     | Gigantes del Sur | 6 de diciembre | 23-25     | 25-17     | 25-18     | 27-25     |           |
| Zona 3 San Carlos de Bolívar       | Gigantes del Sur | 0 - 3     | Lechuzas         | 7 de diciembre | 24-26     | 23-25     | 22-25     |           |           |
| Zona 3 San Carlos de Bolívar       | Drean Bolívar    | 3 - 1     | Lechuzas         | 8 de diciembre | 21-25     | 25-17     | 25-23     | 25-22     |           |
| Zona 4 Ciudad de San Juan          | UPCN Vóley       | 3 - 0     | Jujuy Vóley      | 6 de diciembre | 25-23     | 25-19     | 27-25     |           |           |
| Zona 4 Ciudad de San Juan          | Jujuy Vóley      | 3 - 0     | PSM Vóley        | 7 de diciembre | 25-15     | 25-15     | 26-24     |           |           |
| Zona 4 Ciudad de San Juan          | UPCN Vóley       | 3 - 0     | PSM Vóley        | 8 de diciembre | 25-9      | 25-22     | 25-19     |           |           |

## Segunda fase, Final six

### Zona 1
| Pos. | Equipo              | Partidos | Partidos | Partidos | Sets | Sets | Tantos | Tantos | Pts |
| Pos. | Equipo              | PJ       | PG       | PP       | SG   | SP   | TG     | TP     | Pts |
| ---- | ------------------- | -------- | -------- | -------- | ---- | ---- | ------ | ------ | --- |
| 1.º  | UPCN Vóley          | 2        | 2        | 0        | 6    | 1    | 172    | 145    | 6   |
| 2.º  | Buenos Aires Unidos | 2        | 1        | 1        | 3    | 4    | 164    | 169    | 3   |
| 3.º  | Catamarca Vóley     | 2        | 0        | 2        | 2    | 6    | 171    | 168    | 0   |

|  |                            |
|  | Clasificado a semifinales. |

| Partidos        | Partidos        | Partidos | Partidos        | Partidos | Partidos | Partidos | Partidos | Partidos |
| Fecha           | Local           | Resul    | Visitante       | Set 1    | Set 2    | Set 3    | Set 4    | Set 5    |
| --------------- | --------------- | -------- | --------------- | -------- | -------- | -------- | -------- | -------- |
| 11 de diciembre | UPCN Vóley      | 3 - 1    | Catamarca Vóley | 21-25    | 25-19    | 25-23    | 25-11    |          |
| 12 de diciembre | Catamarca Vóley | 1 - 3    | BA Unidos       | 20-25    | 24-26    | 25-20    | 24-26    |          |
| 13 de diciembre | BA Unidos       | 0 - 3    | UPCN Vóley      | 24-26    | 21-25    | 22-25    |          |          |

### Zona 2
| Pos. | Equipo              | Partidos | Partidos | Partidos | Sets | Sets | Tantos | Tantos | Pts |
| Pos. | Equipo              | PJ       | PG       | PP       | SG   | SP   | TG     | TP     | Pts |
| ---- | ------------------- | -------- | -------- | -------- | ---- | ---- | ------ | ------ | --- |
| 1.º  | La Unión de Formosa | 2        | 2        | 0        | 6    | 2    | 183    | 158    | 5   |
| 2.º  | Drean Bolívar       | 2        | 1        | 1        | 5    | 3    | 177    | 169    | 4   |
| 3.º  | MSM Bella Vista     | 2        | 0        | 2        | 0    | 6    | 117    | 150    | 0   |

|  |                            |
|  | Clasificado a semifinales. |

| Partidos        | Partidos        | Partidos | Partidos        | Partidos | Partidos | Partidos | Partidos | Partidos |
| Fecha           | Local           | Resul    | Visitante       | Set 1    | Set 2    | Set 3    | Set 4    | Set 5    |
| --------------- | --------------- | -------- | --------------- | -------- | -------- | -------- | -------- | -------- |
| 11 de diciembre | La Unión (F)    | 3 - 0    | MSM Bella Vista | 25-19    | 25-20    | 25-17    |          |          |
| 12 de diciembre | MSM Bella Vista | 0 - 3    | Drean Bolívar   | 23-25    | 23-25    | 15-25    |          |          |
| 13 de diciembre | Drean Bolívar   | 2 - 3    | La Unión (F)    | 26-24    | 25-19    | 23-25    | 20-25    | 8-15     |

### Semifinales y final
|  | Semifinales         | Semifinales |               |                     | Final               | Final        |  |
|  |                     |             |               |                     |                     |              |  |
|  |                     |             |               |                     |                     |              |  |
|  | La Unión de Formosa | 3           |               |                     |                     |              |  |
|  | La Unión de Formosa | 3           |               |                     |                     |              |  |
|  | Buenos Aires Unidos | 1           |               |                     |                     |              |  |
|  | Buenos Aires Unidos | 1           |               | La Unión de Formosa | 3                   |              |  |
|  |                     |             |               | La Unión de Formosa | 3                   |              |  |
|  |                     |             | Drean Bolívar | 1                   |                     |              |  |
|  | UPCN Vóley          | 2           | Drean Bolívar | 1                   |                     |              |  |
|  | UPCN Vóley          | 2           |               |                     |                     |              |  |
|  | Drean Bolívar       | 3           |               |                     | Tercer lugar        | Tercer lugar |  |
|  | Drean Bolívar       | 3           |               |                     | Tercer lugar        | Tercer lugar |  |
|  |                     |             |               |                     |                     |              |  |
|  |                     |             |               |                     | Buenos Aires Unidos | 0            |  |
|  |                     |             |               |                     | Buenos Aires Unidos | 0            |  |
|  |                     |             |               |                     | UPCN Vóley          | 3            |  |
|  |                     |             |               |                     | UPCN Vóley          | 3            |  |
|  |                     |             |               |                     |                     |              |  |

#### Semifinales
| Fecha           | Local               | Resul | Visitante     | Set 1 | Set 2 | Set 3 | Set 4 | Set 5 |
| --------------- | ------------------- | ----- | ------------- | ----- | ----- | ----- | ----- | ----- |
| 14 de diciembre | La Unión de Formosa | 3 - 1 | BA Unidos     | 25-15 | 21-25 | 25-20 | 25-17 |       |
| 14 de diciembre | UPCN Vóley          | 2 - 3 | Drean Bolívar | 19-25 | 26-24 | 25-19 | 18-25 | 10-25 |

#### Tercer puesto
| Fecha           | Local     | Resul | Visitante  | Set 1 | Set 2 | Set 3 | Set 4 | Set 5 |
| --------------- | --------- | ----- | ---------- | ----- | ----- | ----- | ----- | ----- |
| 15 de diciembre | BA Unidos | 0 - 3 | UPCN Vóley | 23-25 | 21-25 | 23-25 |       |       |

#### Final
| Fecha           | Local               | Resul | Visitante     | Set 1 | Set 2 | Set 3 | Set 4 | Set 5 |
| --------------- | ------------------- | ----- | ------------- | ----- | ----- | ----- | ----- | ----- |
| 15 de diciembre | La Unión de Formosa | 3 - 1 | Drean Bolívar | 22-25 | 25-20 | 22-25 | 19-25 |       |